# لوفت شفباو زيبلن
لوفت شوبغاوغ زيبلين المحدودة أو زيبلين لبناء المناطيد هي شركة ألمانية كانت رائدة في تصميم وتصنيع المناطيد الهوائية خلال أوائل القرن العشرين. تأسست الشركة من قبل الكونت فرديناند فون زيبلين. "Luftschiffbau" هي كلمة ألمانية تعني بناء المناطيد.

## التاريخ
تم نقل أول منطاد جوي للكونت زيبلين في عام 1900. في البداية مولَ البحث من خلال العد نفسه، من خلال التبرعات الخاصة، وحتى اليانصيب. مع النجاح المتزايد لكل رحلة، نمت المصلحة العامة أيضًا. في عام 1908، تم تدمير Zeppelin LZ 4 خلال رحلة تجريبية رفيعة المستوى. أثبت هذا أنه محظوظ لأنه تسبب في سيل من الدعم الشعبي. حملة التبرع التي تلت ذلك جمعت أكثر من 6 ملايين مارك ألماني المستعملة لإعداد وتجهيز كل منطاد.
في أواخر عشرينيات القرن العشرين إلى عام 1940، عملت الشركة مع شركة جوديير للإطارات والمطاط لبناء اثنين من مناطيد زبلين في الولايات المتحدة وأسست شركة جوديير-زبيلين لتسهيل العلاقة. انتهت الشراكة بعد بدء الحرب العالمية الثانية،  لكن الشركة الأمريكية واصلت بناء المناطيد الهوائية تحت اسم جوديير.
نتيجة لقبول 11 مليون علامة من وزارة الدعاية التي يديرها يوزف غوبلز ووزارة الطيران برئاسة هيرمان غورينغ، تم تقسيم الشركة بشكل فعال، حيث قامت الشركة بصنع المناطيد وشركة زبلين الألمانية لشحن (التابعة للوفتهانزا) بتشغيلها. رسميًا، كان هوغو إكنر رئيسًا لكليهما، ولكن من الناحية العملية كان إرنست ليمان، الذي كان أقل معارضة للنظام النازي، يدير هذه الأخيرة.

### إنتاج صاروخ V-2
توقفت Luftschiffbau Zeppelin عن التصنيع في عام 1938 والعمليات بحلول عام 1940. في خريف عام 1941، قبلت الشركة عقودًا لإنتاج خزانات الوقود الصاروخي فاو-2 ومقاطع جسم الطائرة. بحلول 17 أغسطس 1942، اشتبه الحلفاء في أن أعمال زبلين في فريدريشهافين (بالإضافة إلى Henschel Raxwerke ) كانت متورطة مع صاروخ V-2،  وفي 25 يوليو 1943، حسبما أفاد دنكان سانديس أن صور فريدريشهافين صورت مواقع إطلاق الصواريخ مثل اختبار الحامل السابع في بينامونده.  سابقًا في يونيو 1943، ضرب قصف الحلفاء خلال عملية بيليكوس منشأة زبلن V-2، وتم نقل الإنتاج لاحقًا إلى Mittelwerk.
استمرت الشركة أثناء الحرب واختفت في وقت ما حوالي عام 1945.
بعد ما يقرب من 50 عامًا، عادت الشركة إلى الظهور في ألمانيا. واعيد تأسيس شركة المجموعة الأم لصانع زبلين الحالي في عام 1993 واسست الشركة العاملة التي تنتج زبلين الحالية في عام 2001.
لا تزال Luftschiffbau Zeppelin GmbH موجودة حتى عام 2017، وهي مساهم رئيسي في شركة ZLT Zeppelin Luftschifftechnik GmbH التي تقوم بتطوير وإنتاج Zeppelin NT.

## طائرة ثابتة الجناحين
- Zeppelin-Staaken Riesenflugzeuge (الحرب العالمية الأولى، من أجل الإمبراطورية الألمانية القوات الجوية الألمانية القيصرية )
- فليجن دي بانزا فاوست
- زيبلين رامر